# Grand-Lemps
Grand-Lemps – miejscowość i gmina we Francji, w regionie Owernia-Rodan-Alpy, w departamencie Isère.
Według danych na rok 1990 gminę zamieszkiwały 2 364 osoby, a gęstość zaludnienia wynosiła 183 osób/km² (wśród 2880 gmin regionu Rodan-Alpy Grand-Lemps plasuje się na 374. miejscu pod względem liczby ludności, natomiast pod względem powierzchni na miejscu 911.).